# Château de Méré
Le château de Méré est un château situé entre les communes de Pont-de-Ruan et Artannes-sur-Indre, bordant la Thilouze, dans le département d'Indre-et-Loire.

## Localisation
Le château de Méré est situé sur les communes de Pont-de-Ruan et Artannes-sur-Indre, dans le département d'Indre-et-Loire.
Bordant la Thilouze et entouré de bois, il est situé à proximité de l'Indre et des Moulins dits de Balzac.

## Historique
Le domaine a anciennement porté les noms de Mariacus villa, in vicaria Rodonense, villa de Mariaco (IXe siècle) et hôtel-de-la-Grange-de-Méré (XIVe siècle). Le fief est donné au chapitre de Saint-Martin en 917. On le connait par la suite successivement dans les mains de : Regnaud de Méré (vers 1300) ; Pierre de Préaux (1370) ; Jehan Savary (1402) ; Guillaume de Haute-Pierre (1488) ; Pierre Dumoulin, écuyer, avocat au parlement (1598) ; Horace des Jardins, maire de Tours et commanditaire du manoir voisin de Vonnes (1612) ; Gaucher de Sainte-Marthe (1636) ; Pierre Gaucher de Sainte-Marthe, historiographe de France (1700) ; Louis Gaucher de Sainte-Marthe (1703), qui le vend à Michel-Antoine-Germanique Ferrand, conseiller au Parlement de Paris, en 1726. 
Le château de Méré est reconstruit au XVIIIe siècle. Il est constitué d'un logis principal, avec terrasse et une tourelle avec clocheton. Il possède également des communs.
Il est acquis en 1768 par Jean-Paul Courier, bourgeois de Paris et père du pamphlétaire Paul-Louis Courier, puis en 1774 au commissaire de la marine Jean-Marie Landriève des Bordes et son épouse Marie-Gilles Chaussegros de Lery. Il passe ensuite à son fils, Antoine-Gilles, rentré d'émigration sous le Consulat et maire d'Artannes-sur-Indre sous la Restauration. 
Honoré de Balzac y rencontra Caroline Landriève des Bordes, fille d'Antoine-Gilles et veuve du baron Piter Deurbroucq, qu'il eut le projet d'épouser en 1832, et où il allait trois fois par semaine, à pied, s'enquérir d'elle. 
Le domaine passe par la suite à Gustave de Cougny en 1841, puis au banquier Alexandre Goüin en 1844, qui seront tous les deux maires d'Artannes. Alors propriété du banquier Goüin, Balzac continua d'y passer des séjours,. À ce sujet, citant la comtesse des Pictières dans ses Souvenirs intimes de Balzac en Touraine, Amédée Salmon de Maison-Rouge écrit qu'il arriva un jour que les châtelains de Saché et M. de Balzac, leur hôte, allèrent dîner à Artannes, chez M. Gouïn, le père de M. Eugène Goüin, actuellement sénateur, à sa propriété qui s'appelle Méré.[…] A la soirée, où se trouvait une brillante société, M. de Balzac, peut-être un peu stimulé par les bons vins du pays, pressé de questions sur le roman qu’il écrivait, contre son habitude donna quelques détails, puis, sa verve s'échauffant, il en narra des passages, et enfin, s'oubliant tout à fait, il devint acteur de son œuvre, se mit en scène, et avec l'art d’un comédien consommé, d'autant plus naturel qu'il s'ignorait lui-même dans cet art, fit parler ses personnages, les mima avec une finesse d'esprit très grande et tint tous les assistants sous le charme.
Il est remanié sous le Second Empire.
Il est par la suite habité par Jean de Campigneulles.

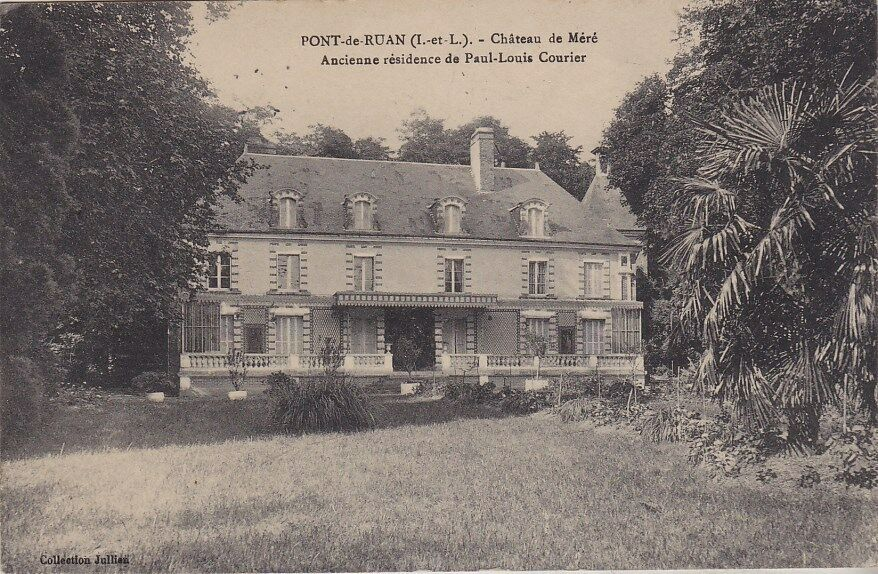
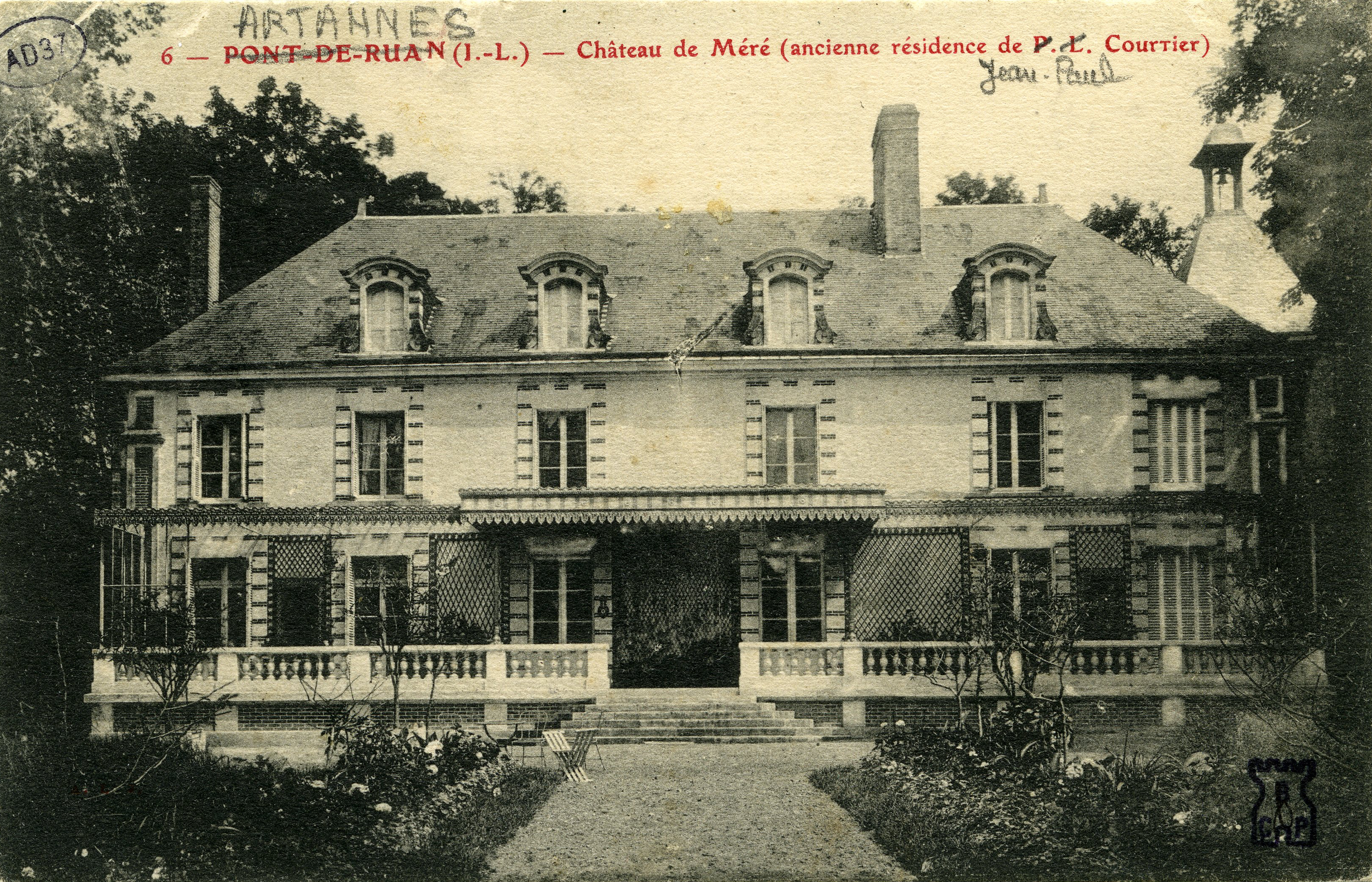

## Sources
- Paul B. Métadier, Balzac en Touraine: Introduction de Pierre-Georges Castex. Photographies de Robert Thuillier, Hachette, 1968